# Sốp Cộp
Sốp Cộp là một huyện biên giới nằm ở phía tây nam tỉnh Sơn La, Việt Nam.

## Địa lý
Huyện Sốp Cộp nằm ở phía tây tỉnh Sơn La, có vị trí địa lý: 
- Phía tây giáp huyện Điện Biên, tỉnh Điện Biên
- Phía bắc giáp huyện Sông Mã và huyện Điện Biên Đông, tỉnh Điện Biên
- Các phía còn lại giáp CHDCND Lào.

Huyện Sốp Cộp có 146.790 ha diện tích tự nhiên và dân số năm 2019 là 45.050 người.
Địa hình huyện Sốp Cộp phần lớn là đồi núi, đất đai tương đối màu mỡ, phù hợp cho việc trồng cây công nghiệp và chăn nuôi đại gia súc. Núi rừng xanh phủ kín, lại có nhiều sông suối chia cắt, nên giao thông ở Sốp Cộp khá khó khăn.

## Lịch sử
Huyện Sốp Cộp được thành lập theo Nghị định số 148/2003/NĐ-CP ngày 2 tháng 12 năm 2003 của Chính phủ, trên cơ sở tách 8 xã phía nam thuộc huyện Sông Mã là Sốp Cộp, Mường Lạn, Dồm Cang, Sam Kha, Mường Và, Mường Lèo, Púng Bánh và Nậm Lạnh.

## Hành chính
Huyện Sốp Cộp có 8 đơn vị hành chính trực thuộc, bao gồm 8 xã: Dồm Cang, Mường Lạn, Mường Lèo, Mường Và, Nậm Lạnh, Púng Bánh, Sam Kha và Sốp Cộp (huyện lỵ).

## Du lịch
Tháp Mường Và là tháp cổ được xây dựng vào thế kỷ 17, tại bản Mường Và, xã Mường Và, huyện Sốp Cộp . Tháp được công nhận di tích theo quyết định số 95-1998 QĐ/BVHTT ngày ngày 24 tháng 1 năm 1998  20°53′49″B 103°36′36″Đ / 20,896857°B 103,610049°Đ.